# Ribodon
Ribodon — викопний рід ламантинів, який мешкав навколо Південної Америки протягом тортонського періоду. Типовим видом є R. limbatus.
Рибодон вважається прямим предком роду Trichechus, до якого належать усі сучасні ламантини, і був першим ламантином, у якого були надлишкові корінні зуби, які змінювалися протягом життя, що вказує на дієту з абразивних рослин. Вважається, що Рибодон населяв як прибережні, так і внутрішні прісноводні регіони; однак невідомо, в якому з двох виник.